# マルティン・ダム
マルティン・ダム（Martin Damm, 1972年8月1日 - ）は、チェコ・リベレツ出身の男子プロテニス選手。長年にわたり、ダブルスのスペシャリストとして活動してきた。ATPツアーでシングルスの優勝はないが（準優勝5度）、ダブルスで40勝を挙げた。

## 経歴
1990年にプロ入り。ダムは早くも1993年全米オープン男子ダブルスでカレル・ノバチェクとペアを組んだ準優勝がある。
ダムは、2003年からダブルスに専念。リーンダー・パエスと組んだ2006年全豪オープンでは、アメリカのブライアン兄弟に敗れて準優勝になったが、全米オープンでヨナス・ビョルクマン/マックス・ミルヌイ組を破って初優勝を飾り、ダムは34歳にして4大大会男子ダブルス初優勝を達成した。ダムは混合ダブルスでもクベタ・ペシュケと組んで決勝に進出したが、ボブ・ブライアン/マルチナ・ナブラチロワ組に敗れて準優勝になった。
2008年北京五輪男子ダブルスでは、パベル・ビズネルと組み、1回戦で第2シードのセルビアのノバク・ジョコビッチ/ネナド・ジモニッチ組に6-3, 0-6, 2-6で勝利したが、2回戦でポーランドのマリウシュ・フィルステンベルク/マルチン・マトコフスキ組に6-1, 6-7, 5-7の逆転で敗れた。
2011年に現役を引退。引退後はライアン・ハリソンのコーチを務めた。